# 바이올린 소나타 6-8번, 작품 번호 30 (베토벤)
《바이올린 소나타 6-8번 작품번호 30》은 루트비히 판 베토벤이 1801년과 1802년 사이에 쓴 피아노와 바이올린을 위한 소나타 세트이다.
- 바이올린 소나타 6번 가장조, 작품 번호 30, 1
- 바이올린 소나타 7번 다단조, 작품 번호 30, 2
- 바이올린 소나타 8번 사장조, 작품 번호 30, 3

이 소나타 세트는 베토벤이 계승한 고전주의 시대 바이올린 소나타의 전형적인 모습부터 바이올린과 피아노가 대등한 모습을 보이는 새로운 형태의 바이올린 소나타가 등장하기 까지의, 바이올린 역사상 결정적 전환점으로 향하는 과도기적 양상을 담고 있기 때문에 바이올린 소나타라는 장르에 있어서 큰 의미를 갖는다.

## 작곡 및 배경
베토벤은 그의 청력 문제를 개선하기 위해 1802년 4월부터 10월까지 빈의 바로 외곽에 있는 오스트리아의 작은 마을 하일리겐슈타트에 머무르고 있었는데, 3월과 5월 사이에 작품 번호 30의 대부분의 작업을 완료했다. 이것은 베토벤이 자신의 청력을 잃고 있다는 사실을 인정해야 했던, 베토벤의 삶에서 충격적인 순간에 만든 작품 임을 뜻한다.
이 소나타 세트를 완성한 지 불과 4개월 후인 1802년 10월, 베토벤은 그가 보내지 못한 것으로 보이는 편지인 하일리겐슈타트 유서를 썼으며, 실제로 그가 귀머거리가 되었다는 것을 인정하고 그의 형제들과 모든 사람들에게 알리고자 했다. 그는 또한 자신이 자살을 진지하게 고려했다는 사실을 밝힌다. 바이올린 소나타, 작품 번호 30 세트와 더불어 교향곡 2번, 일곱 개의 바가텔, 작품 번호 33, 피아노 소나타, 작품 번호 31 (16번, 17번, 18번), 이 모든 것들이 1802년 봄, 여름, 가을에 이루어졌다.

## 음악
이전 바이올린 소나타에서와 마찬가지로 베토벤은 소나타 작품 번호 30 세트에서 그의 전체 작품의 전형적인 발전을 위한 노력을 보여준다. 이는 한편으로는 기술적 요구 사항으로 표현되고, 다른 한편으로는 작곡 수준의 더욱 발전된 조합으로 표현된다. 세 개의 바이올린 소나타 작품 번호 30은 조금 후에 출판된 작품 번호 31의 세 개의 피아노 소나타와 같은 방식으로 배치된다. 두 경우 모두 단조로 표현된 음악에는 두 개의 프레이밍, 더 가벼운 장조가 동반된다.
- 6번 가장조 소나타는 나머지 두 개의 소나타에 비해 적게 연주되는 편이다. 작품 번호 30은 베토벤이 작품 번호 30번의 첫 번째의 만연한 온건함과 매력으로부터 상상될 수 있는 만큼 멀리 떨어진 작품, 강력한 영웅 교향곡을 스케치하기 시작한 1802년부터 유래되고 있다. 그러나 두 작품은 오프닝 주제에서 작품 구성 과정에서의 공통적인 특징을 공유한다.[2]
- 7번 다단조 소나타는 바이올리니스트의 레퍼토리 중 가장 웅장한 것 중의 하나이다. 극적이고 열정과 힘이 느껴지며 거의 교향곡의 범위에 가까운 작품이다. 다단조의 조성은 우리에게 진지한 음악임을 즉시 알려준다. 베토벤의 10개의 바이올린 소나타 중에서, 이것은 느낌과 범위 면에서 "가장 큰" 것이다. 일반적인 3악장이 아닌 4악장을 자랑하는 것 또한 단 3개(나머지는 5번과 10번) 중의 하나이다.[2]
- 8번 사장조 소나타는 작품 번호 30 소나타의 "차머"("charmer")라고 불렸다. 사장조의 다른 많은 작품들과 마찬가지로 "때묻지 않은 자연", "흔들리지 않는 감정", "기운찬 영혼과 흥겨움"의 공기를 호흡한다. 실제로 베토벤은 하일리겐슈타트의 빈 외곽의 아름다운 숲에서 보낸 쾌적한 여름날 이 소나타를 작곡했다.[2]

## 출판 및 헌정
작품 번호 30 세트의 첫 번째 작품으로서 7번 다단조 작품 번호 30, 2와 8번 사장조 작품 번호 30, 3과 함께 빈의 Kunst und Industrie-Comptoir ("예술과 산업 상점")을 통해 Trois Sonates pour le piano-forte avec accompagnement de violon ("바이올린을 동반한 피아노포르테를 위한 세 개의 소나타")라는 제목으로 1803년 출판되었고, 러시아의 황제 알렉산드르 1세에게 헌정되었다.
알렉산드르 1세로부터의 재정적 보상은 즉시적으로는 없었던 것으로 여겨진다. 다이아몬드 반지 선물 가능성을 가리키는 데이터가 있지만 신뢰할 수는 없다. 알렉산드르 1세는 나중에 장엄미사의 10명의 구독자 중 한 명이었다. 베토벤은 빈 회의 기간 동안인 1814년에 알렉산드로 1세의 황후에게 폴로네이즈, 작품 번호 89를 헌정하면서 이 소나타에 대한 금액의 합을 뒤늦게 지급 받았다.

## 같이 보기
- 베토벤의 바이올린 소나타

## 참고 문헌
- CD 박스 세트 베토벤, 슈만, 브람스-바이올린 소나타와 함께 제공되는 소책자. 도이치 그라모폰 프로덕션 (유니버설), 2003.
- Harenberg 문화 가이드 실내악. Brockhaus, Mannheim 2008, ISBN 978-3-411-07093-0
- Jürgen Heidrich : 바이올린 소나타에서 : 베토벤 설명서. Bärenreiter, Kassel 2009, ISBN 978-3476021533. 466-475 쪽.